# 엠팔의 반란
엠팔의 반란(Revolt of the Empals)은 1980년대 후반에 개발된 단말 에뮬레이터이다. ‘엠팔’은 당시 PC통신 사용자들을 부르는 말로, 나중에 생긴 엠팔 BBS의 어원이다.
당시 컴퓨터 제조사마다 다른 한글 완성형·확장형 코드를 다양하게 지원했으며, 바이너리 파일 전송이 가능했다.

## 참고 문헌
- 우리 나라 최초의 공개 소프트웨어 "리볼트"(Revolt of the Empals)[깨진 링크(과거 내용 찾기)]